# فرانسيس تريشام
فرانسيس تريشام (بالإنجليزية: Francis Tresham)‏ (1567 - تُوفي في 23 ديسمبر 1605) كان عضوًا في مجموعةِ الكاثوليك الإنجليز الإقليمية التي خَططت لمؤامرة البارود الفاشلة عام 1605 وهي مؤامرة لاغتيال الملك جيمس الأول ملك إنجلترا. انضم تريشام إلى تمرد إيرل إسكس الفاشل ضد الحكومة عام 1601، والذي سُجن بسببه. لم ينقذه من الإدانة سوى تدخل عائلته ومال والده. على الرغم من ذلك، شارك في بعثتين إلى إسبانيا الكاثوليكية لطلب الدعم للكاثوليك الإنجليز (الذين تعرضوا للاضطهاد بشدة)، وأخيراً كان أحد أعضاء مؤامرة البارود.
وفقًا لاعترافه، انضم تريشام إلى المؤامرة في أكتوبر 1605. طلب منه زعيمها، روبرت كاتيسبي، تقديم مبلغ كبير من المال واستخدام قاعة راشتون، ولكن يبدو أن تريشام لم يقدم أيًا منهما، وبدلاً من ذلك أعطى مبلغًا أقل بكثير من المال لزميله في التخطيط توماس وينتور. كما أعرب تريشام عن قلقه من أنه إذا نجحت المؤامرة، فسيُقتل اثنان من أصهاره. وجدت رسالة مجهولة المصدر سُلمت إما إلى، ويليام باركر ، أو بارون مونتيجل الرابع، طريقها إلى وزير الخارجية الإنجليزي، روبرت سيسيل، أثبت في النهاية أنه الحدث الحاسم في إفشال المؤامرة.
لطالما اشتبه المؤرخون في أن تريشام كتب الرسالة، وهي فرضية لا تزال غير مثبتة. تشارك كاتيسبي ووينتور نفس الشكوك وهددا بقتله، لكنه تمكن من إقناعهما بخلاف ذلك. قُبض عليه في 12 نوفمبر / تشرين الثاني واحتُجز في برج لندن. سعى في اعترافه إلى تهدئة تورطه في المؤامرة، لكنه لم يذكر الرسالة مطلقًا. توفي لأسباب طبيعية في 23 ديسمبر 1605.

## الأسرة والحياة قبل 1605
وُلد فرانسيس تريشام في حوالي عام 1567، وكان الابن الأكبر للسير توماس تريشام، من راشتون هول في نورثهامبتونشاير، وميريل ثروكمورتون، ابنة السير روبرت ثروكمورتون من كوغتون في وركشير. وفقًا لما ذكره أنتوني وود الأثري، تلقى تريشام تعليمه في أكسفورد في كلية سانت جون أو قاعة جلوستر أو كليهما، على الرغم من ذكر كاتب السيرة الذاتية مارك نيكولز أنه لا يبدو أن هناك أي دليل آخر يدعم هذا الادعاء. يُقال إن فرانسيس كان سجينًا زميلًا مع روبرت كاتيسبي محتجزًا في قلعة وسبيج في وقت معركة الأسطول الأسباني.
تزوج تريشام من آن توفتون، ابنة السير جون توفتون من هوثفيلد في كنت، عام 1593. أنجب الزوجان ثلاثة أطفال، توأمان لوسي وتوماس (مواليد 1598) وإليزابيث. توفي توماس في طفولته، وأصبحت لوسي راهبة في بروكسل، وتزوجت إليزابيث من السير جورج هينيج من هينتون، لينكولنشاير.
كان والد تريشام، المولود قرب نهاية عهد هنري الثامن، يعتبر من قبل المجتمع الكاثوليكي كواحد من قادته. إستُقبل توماس في الكنيسة الكاثوليكية في عام 1580، وفي نفس العام سمح لليسوعي إدموند كامبيون بالبقاء في منزله في هوكستون. بالنسبة لهذا الأخير، بعد القبض على كامبيون في عام 1581، حوكم في ستار تشامبر. كان رفض توماس الامتثال الكامل لمحققيه بداية سنوات من الغرامات والسجن. أعلن تولي جيمس الأول العرش الإنجليزي، لكن لم يتم الوفاء بوعود الملك لتوماس بشأن الرسوم الإجبارية ووضع حد لغرامات المرتدين. استنفدت موارده المالية بشكل خطير بسبب غرامات قدرها 7720 جنيهًا إسترلينيًا بسبب الردة، وكان إنفاق 12200 جنيهًا إسترلينيًا على زواج ست بنات يعني أنه عندما توفي عام 1605، حُملت تركته ديونًا بقيمة 11.500 جنيه إسترليني.
تشير الكاتبة أنطونيا فريزر إلى أن فرانسيس، عندما كان شابًا، أصبح «مستاءًا من سلطة والده ويسرف أموال والده». يصفه المؤلفان بيتر مارشال وجيفري سكوت بأنه يمتلك «طبيعة متهورة إلى حد ما»، بينما يصفه مصدر آخر بأنه «رجل جامح غير ثابت». كتب القس اليسوعي أوزوالد تيسيموند أنه كان «رجل الحكم السليم. كان يعرف كيف يعتني بنفسه، لكن لم يكن هناك الكثير مما يمكنه الوثوق به». وبينما كان لا يزال صغيرا، اعتدى على رجل وابنته الحامل، مدعيا أن عائلتهما مدينة لوالده بالمال. قضى تريشام وقتًا في السجن بسبب هذه الجريمة.
في 8 فبراير 1601 انضم إلى إيرل إسكس في تمرد مفتوح ضد الحكومة. كان هدف إسكس هو تحقيق طموحاته الخاصة، لكن اليسوعي هنري جارنت وصف الشبان الذين رافقوه بأنهم مهتمون في الغالب بتعزيز القضية الكاثوليكية. ألقيَ القبض على تريشام وسُجن، وناشد كاثرين هوارد، لكنه وبِخ. نبهت أخته، الليدي مونتيجل، ابن عمه جون ثروكمورتون، الذي لجأ إلى «أكثر ثلاثة بارسونات شرفًا وموثوقية» للمساعدة. هوية هؤلاء الأفراد غير واضحة، لكن تريشام حصل على وعد بالحرية بشرط أن يدفع والده خلال الأشهر الثلاثة المقبلة 2100 جنيه إسترليني إلى ويليام أيلوف، «لإنقاذ حياته من الموت». أُفرج عنه في 21 يونيو / حزيران. لم تثنيه هذه التجربة عن الانخراط في مؤامرات أخرى؛ في عامي 1602 و 1603 شارك في البعثات التي قام بها توماس وينتور وأنتوني دوتون (ربما يكون اسمًا مستعارًا لكريستوفر رايت) وجاي فوكس، التي أطلقت عليها لاحقًا الحكومة الإنجليزية اسم الخيانة الإسبانية. ومع ذلك، عند تولي جيمس العرش، أخبر توماس وينتور (سكرتير صهر تريشام ويليام باركر، بارون مونتيجل الرابع)، أنه «سيقف بالكامل مع الملك»، و «لن يتحدث معه عن إسبانيا.» حاول والده تعيينه حارسًا لمنتزهات الغزلان في بريجستوك. قاوم القرويون هذا في مايو 1603، الذين اعترضوا على تنحي عائلة تريشام. تم تثبيت توماس ووكر أحد خدام تريشام في نزل في بريجستوك وتجمع الكاثوليك في النزل ليلاً.

## مقدمة
كان الكاثوليك الإنجليز يأملون في أن ينتهي اضطهادهم الديني عندما خلف جيمس إليزابيث الأولى، حيث بدا أنه يتبنى آراء أكثر اعتدالًا تجاه الكاثوليك من سلفه، لكن روبرت كاتيسبي، وهو متعصب ديني سُجن أيضًا لتورطه في تمرد إسكس، قد سأم من غدر جيمس المفترض وخطط لقتل الملك. كان يأمل في تحقيق ذلك عن طريق تفجير مجلس اللوردات بالبارود والتحريض على ثورة شعبية لتنصيب ابنة جيمس الأميرة إليزابيث ملكة فخرية.
جند كاتيسبي 11 فردًا من زملائه الكاثوليك لقضيته ولكن المال كان ينفد. حتى مع إستدانته، مع دخل سنوي يزيد عن 3000 جنيه إسترليني كان تريشام أحد أغنى الأشخاص المعروفين للمخططين، وكانت والدة كاتيسبي آن ثروكمورتون، عمة تريشام. نشأ ابنا العم معًا وكانت علاقتهم وثيقة.

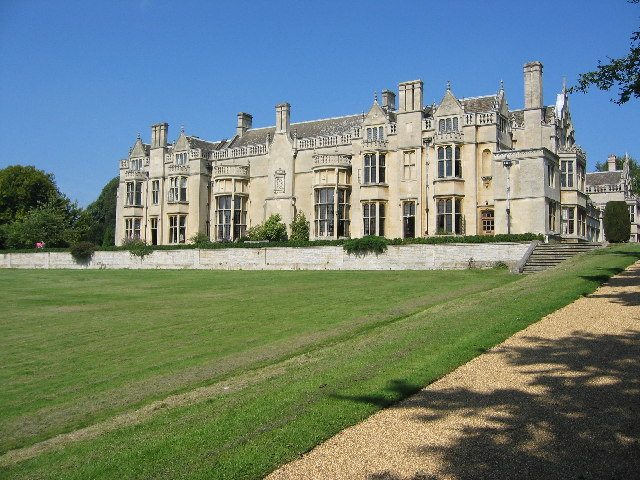
قاعة روشتون

على الرغم من نشأتهما المشتركة ومشاركتهما في الخيانة الإسبانية، اختار المتآمرون عدم الكشف له عن المؤامرة حتى 14 أكتوبر 1605، بعد وقت قصير من وفاة والده، وقبل أسابيع فقط من التفجير المخطط له. وفقًا لاعترافه، عُقد الاجتماع في منزل صهر تريشام، اللورد ستورتون، في كليركينويل. ادعى تريشام أنه استفسر من كاتيسبي حول أخلاقيات المؤامرة، متسائلاً عما إذا كانت «ملعونه» روحياً. أجاب كاتيسبي أنها ليست كذلك، وعند هذه النقطة سلط تريشام الضوء على الخطر الذي سيواجهه جميع الكاثوليك في حالة نجاح المؤامرة. أجاب كاتيسبي، «حاجة الكاثوليكيين» كانت بحيث «يجب القيام بها». أراد شيئين من تريشام: 2000 جنيه إسترليني، واستخدام قاعة راشتون؛ لم يتلق كاتيسبي أي منهما. لم يكن لدى تريشام أموال إضافية، فقد قللت ديون والده ميراثه، على الرغم من أنه دفع مبلغًا صغيرًا  لتوماس وينتور، على أساس أن الأخير كان سيسافر إلى الأراضي المنخفضة. بعد الاجتماع، سارع إلى قاعة راشتون وأغلق منزله، مع الحرص على إخفاء أوراق العائلة (لم تُكتشف حتى عام 1838). ثم عاد إلى لندن مع والدته وأخواته، وفي 2 نوفمبر حصل على رخصة للسفر إلى الخارج مع خدمه وخيوله.

## خطاب مونتيجل

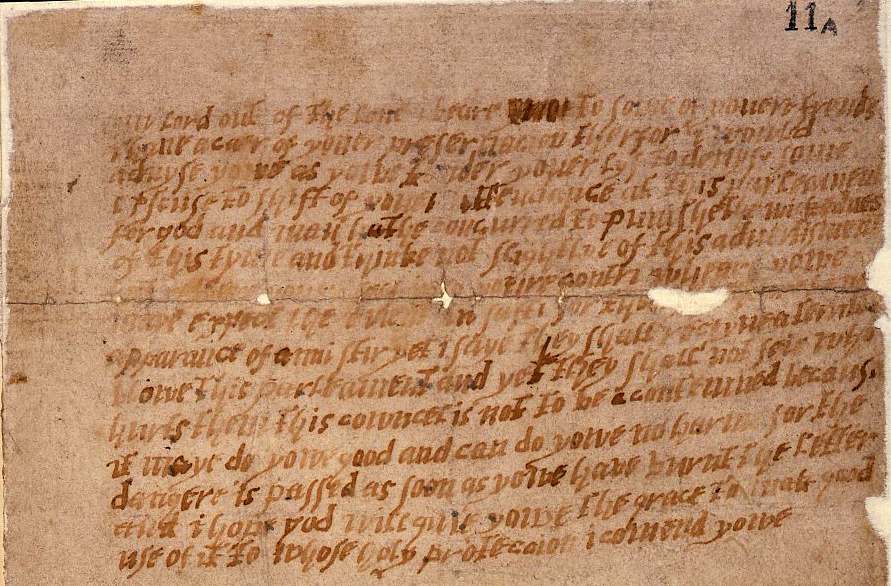
أرسلت رسالة مجهولة المصدر إلى ويليام باركر ، بارون مونتيجل الرابع، وكان لها دور فعال في الكشف عن المؤامرة. لم تُحدد هوية كاتبها بشكل موثوق.

في وقت لاحق من أكتوبر، خلال اجتماع حضره تريشام، ناقش المتآمرون مصير العديد من الأقران الكاثوليك البارزين. كانت في مقدمة أفكار تريشام حياة شقيقين هما، ويليام باركر، والبارون الرابع مونتيجل، وإدوارد ستورتون، والبارون العاشر ستورتون، لكن كاتيسبي أعلن أن «الأبرياء يجب أن يهلكوا مع المذنبين، عاجلاً عن تدمير فرص النجاح.» كما تم الانتهاء من التفاصيل القليلة الأخيرة في ذلك الشهر، يوم السبت 26 أكتوبر تلقى مونتيجل رسالة من مجهول أثناء وجوده في منزله في هوكستون. احتوت على الرسالة التالية:
سلمها مونتيجل وهو غير مؤكد من معناها إلى وزير الخارجية الإنجليزي، روبرت سيسيل.
لطالما اشتبه في أن تريشام هو كاتب الرسالة. صرح مارك نيكولز أنه كتبها بشكل شبه مؤكد، مشيرًا إلى حقيقة أنه بمجرد أن علم كاتيسبي بوجودها، اشتبه على الفور في تريشام وذهب مع توماس وينتور لمواجهته. هدد الاثنان بـ «شنقه»، لكن «بحلفانه اليمين المغلظة والتأكيدات المؤكدة» تمكن تريشام من إقناع الأثنين ببراءته، وحثهما في اليوم التالي برسالة على التخلي عن المؤامرة. تقترح أنطونيا فريزر أنه لا ينبغي تجاهل قرار كاتيسبي ووينتور في تصديقه. أثناء إدلائه باعترافه على فراش الموت في برج لندن، فشل تريشام في ذكر الرسالة؛ إغفال لا معنى له في رأيها إذا كان سيُعتبر مؤلفها، لا سيما بالنظر إلى أن متلقيها كان يُنسب إليه في ذلك الوقت باعتباره منقذ البلاد. يرى المؤلف آلان هاينز أن تريشام هو الجاني الأكثر ترجيحًا، لكنه يثير احتمال أن يكون سيسيل قد صاغ الرسالة بنفسه لحماية المصدر.

## إحباط المؤآمرة
على الرغم من أنه كان على علم بالفعل ببعض التحركات حتى قبل استلام الرسالة، إلا أن سيسيل لم يعرف بعد الطبيعة الدقيقة للمؤامرة أو من كان متورطًا واختار أن يراقب لمعرفة ما سيحدث. عندما عُرضت رسالة مونتيجل على الملك يوم الجمعة 1 نوفمبر، شعر جيمس أنها ألمحت إلى «خطة ما من النار والبارود»، ربما انفجارًا أشد من ذلك الذي قتل والده، اللورد دارنلي، في عام 1567. في اليوم التالي، قام أعضاء من مجلس الملكة الخاص بزيارة جيمس لإبلاغه بأنه سيتم البحث في مجلسي البرلمان «الأعلى والأدنى». في هذه الأثناء، حث تريشام كاتيسبي ووينتور مرة أخرى على التخلي عن المخطط، لكن محاولاته باءت بالفشل. قال زميله المؤامرة توماس بيرسي إنه مستعد «للالتزام بأقصى درجات المحاكمة»، وبعد ذلك في 4 نوفمبر غادر كاتيسبي والعديد من الآخرين لندن متوجهين إلى ميدلاندز للتحضير للانتفاضة المخطط لها.
قُبض على فوكس أثناء حراسة المتفجرات بعد منتصف الليل بقليل في 5 نوفمبر 1605. أطلق على نفسه اسم جون جونسون، استجوبه في البداية أعضاء ديوان الملك، ولكن في 6 نوفمبر أمر جيمس بتعذيب «جون جونسون». أخيرًا استسلم، وكشف عن هويته الحقيقية في 7 نوفمبر، وفي 8 نوفمبر بدأ في تسمية بعض أولئك الذين ارتبط بهم. لم يتم الكشف عن تواطؤ تريشام حتى اليوم التالي، على الرغم من أنه كان يُنسب إليه دور ثانوي فقط. لكن بينما فر شركاؤه من لندن لحظة اكتشافهم القبض على فوكس، بقي تريشام في المدينة. قُبض عليه في 12 نوفمبر ونُقل إلى البرج بعد ثلاثة أيام. قُتل كاتيسبي والعديد من المتآمرين الآخرين في 8 نوفمبر، خلال حصار مسلح في منزل هولبيتشي في ستافوردشاير.

## الوفاة

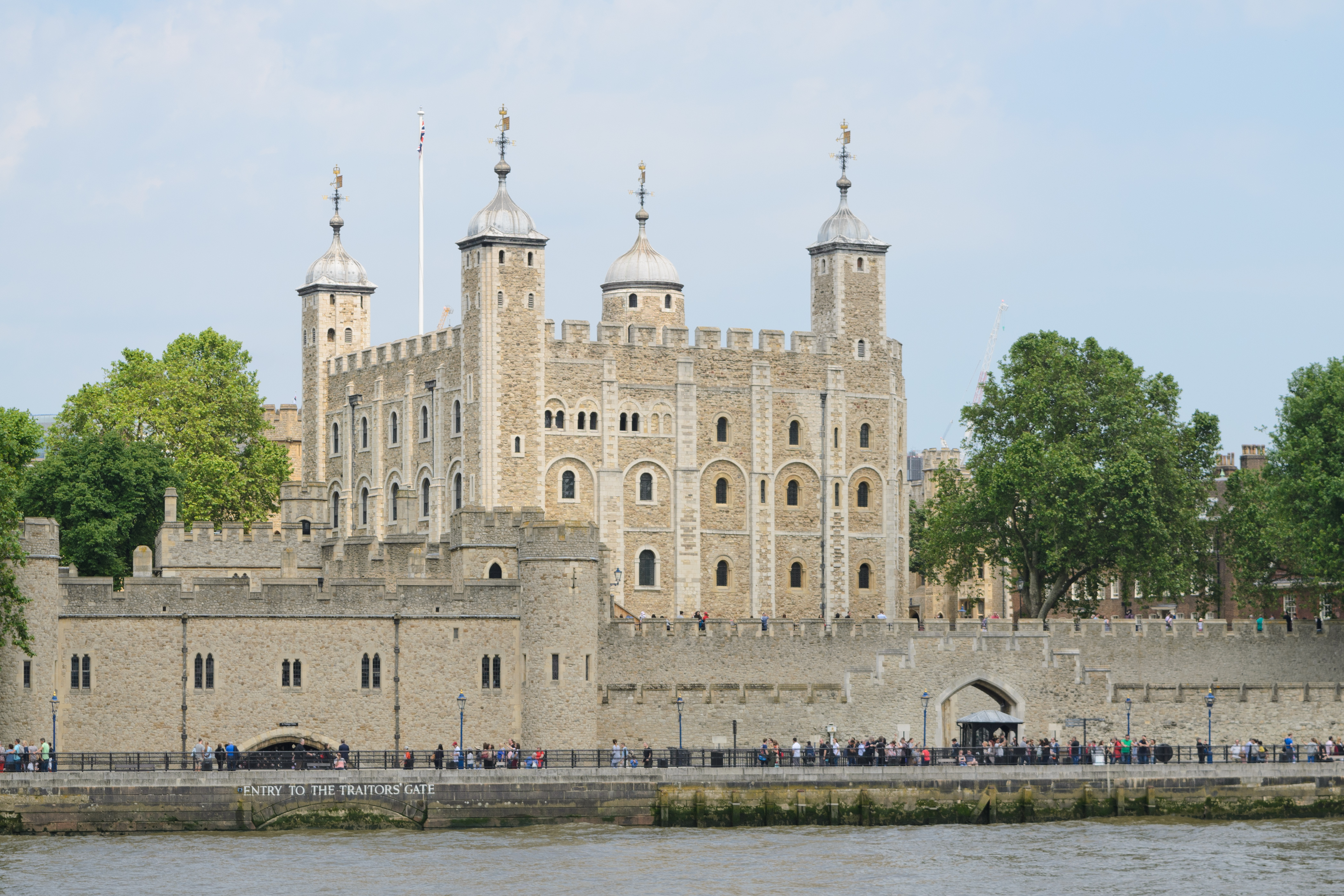
توفي تريشام في برج لندن لأسباب طبيعية

على الرغم من أنه لم يكن متعاونًا في البداية، إلا أنه في 13 نوفمبر اعترف تريشام بالتورط في المؤامرة، موضحًا للمحققين روايته للأحداث. وأشار إلى أن نقل عائلته من أمان راشتون لم يكن من فعل رجل يعتقد أنه كان يأخذهم إلى «خطر» المؤامرة. اعترف للحكومة بأنه مذنب فقط لإخفاء المؤامرة، نافياً أنه كان عضواً نشطاً في المؤامرة، على الرغم من أنه بحلول نهاية الشهر اعترف أيضاً بتورطه في الخيانة الإسبانية في 1602-1603. وادعى أنه أقنع توماس وينتور وتوماس بيرسي بتأجيل التفجير، وأنه خطط لإبلاغ سكرتير الملك توماس ليك بـ «مؤامرة إنقلابية». يرى فريزر أن الكثير من اعترافاته «متحيزة للغاية.. ليس فقط لمصلحته ولكن من أجل زوجته وأولاده»، وهذا مهم في لأجل إبراز عدم موثوقيته.
عانى تريشام من اختناق ناتج عن التهاب في المسالك البولية، وفي ديسمبر 1605 بدأت صحته في التدهور. وتساءل ملازم البرج وليام وعد، متسائلاً عما إذا كان تريشام سيعيش طويلاً بما يكفي لكي تأخذ العدالة مجراها، ووصف حالته بأنها «أسوأ وأسوأ». فضل تريشام خدمات دكتور ريتشارد فوستر على خدمات طبيب البرج العادي ماثيو جوين. يبدو أن فوستر فهم مرضه، مشيرًا إلى أنها لم تكن المرة الأولى التي يعالجه فيها. خلال أيامه الأخيرة حضره ثلاثة أطباء وممرضة، إلى جانب ويليام فافاسور، الابن غير الشرعي لتوماس تريشام وربما الأخ غير الشقيق لفرانسيس. نظرًا لأن زوجة تريشام، آن، كانت مستاءة للغاية على ما يبدو، كتب فافاسور اعتراف تريشام على فراش الموت وأيضًا سردًا لساعاته الأخيرة. اعتذر تريشام للكاهن اليسوعي هنري جارنت لتورطه في الخيانة الإسبانية، واستخدم بقية اعترافاته على فراش الموت للاحتجاج على براءته. قرأت آن وويليام الصلاة بجانب سريره؛ مات الساعة 2:00 صباح يوم 23 ديسمبر. على الرغم من عدم محاكمته، انضم رأسه إلى رأس كاتيسبي وبيرسي المعروضين في نورثهامبتون، بينما تم إلقاء جثته في حفرة في تاور هيل. انتقلت ممتلكاته إلى أخيه لويس. لم يصل اعتذار تريشام أبدًا إلى هدفه المقصود، وقد تم استخدام رسالته، جنبًا إلى جنب مع اكتشاف غارنيت للمراوغة،  الموجودة بين «كتب الهرطقية والخيانة واللعنة» في غرفة تريشام في المعبد الداخلي. تأثير السير إدوارد كوك في محاكمة جارنت. أُعدم القس في مايو 1606.